# Rocca Sanvitale (Sala Baganza)
Die Rocca Sanvitale ist eine mittelalterliche Niederungsburg in Sala Baganza in der italienischen Region Emilia-Romagna. Über 300 Jahre lang gehörte sie der Familie Sanvitale.

## Geschichte

Wappen der Sanvitales

Tedisio Sanvitale, der Bruder des Bischofs von Parma, Obizzo Sanvitale, erhielt 1254 durch seine Heirat mit Adelmota Cornazzani, der Erbin mütterlicherseits der mächtigen Familie Franceschi, den vierten Teil des Lehens von Sala und von Maiatico. 1258 kaufte er den verbleibenden Teil von Bernardino Franceschi und kam so in den Besitz des Torre di San Lorenzo, einer Verteidigungsanlage, die seit 1142 urkundlich dokumentiert ist.
Das „Castellum de Sala“, wie der Turm genannt wurde, wurde im Laufe der Jahre zu einem eleganten Adelssitz umgebaut. 1477 erhielt Giberto III. Sanvitale vom Herzog von Mailand, Gian Galeazzo Sforza, neben dem Titel eines Grafen auch die Erlaubnis, sein „Palatium“ zu erweitern und dort bedeutende Verteidigungswerke errichten zu lassen, darunter einen breiten Burggraben, der die Burg in eine potente Festung verwandelte. Sicherlich hatte Giberto III. Rat zum Bau der Burg von seiner Gattin, Donella de’ Rossi, der Tochter von Pier Maria II. de’ Rossi, des Grafen von San Secondo, erhalten. Diese Donella war die Heldin, die die Burg rettete, als ihr Gatte an der Seite der Sforzas kämpfte, daher abwesend war und ihre Familie die Burg angriff. Der Vater, der überzeugt war, dass seine Tochter niemals gegen seinen Willen rebellieren würde, sollte bald die militärischen Fähigkeiten der Frau erkennen, die so weit ging, dass sie ihren Vetter, Amuratte Torelli, tödlich verwundete.
Zwischen 1564 und 1578 ließ Giberto IV. Sanvitale, der erste Gatte von Barbara Sanseverino, das erste Obergeschoss mit den „Geschichten über Aeneas“, Porträts der Caesaren, Bilder von Grotesken und den Arbeiten des Hercules (von letzteren einige Bernardino Campi und andere Orazio Samacchini zugeschrieben) dekorieren.
Mit der sogenannten „Gran Giustizia“ (dt.: große Rechtsprechung) vom Mai 1612 wurden die Sanvitales verdrängt und die Farneses übernahmen die Burg. Die Rocca di Sala wählte Antonio Farnese 1723 als seine Residenz; er ließ die Decken einiger Säle von Sebastiano Galeotti mit Fresken versehen, die mythologische und allegorische Szenen zeigen.
In den ersten Jahren des 19. Jahrhunderts, als des Herzogtum Parma vom Kaiserreich Frankreich übernommen wurde, wurden die Burg und ihre Territorien an Michele Varron aus dem Piemont vergeben, der 1823 den Süd-, Ost- und Westflügel abreißen ließ und der Burg so ihr heutiges Aussehen verlieh. Das Anwesen fiel dann nacheinander an die Fürsten von Carrega, die Familie Magnani, die Familie Romani und 1987 teilweise an die Gemeinde Sala Baganza. Der private Teil mit Ausnahme der Ehrentreppe und der Cappella Palatina ist wegen der Schäden durch das Erdbeben 2008 unbewohnbar. Die Gemeinde Sala Baganza ließ bedeutende Restaurierungsarbeiten durchführen, während derer die Burg für die Öffentlichkeit geschlossen blieb. Sie wurde 2003 wiedereröffnet.
Der historische Garten zu Füßen der Burg, der „Giardino Farnesino“ genannt wird, wurde unter der Leitung des Architekten Pier Carlo Bontempi im originalen Zustand aus dem 18. Jahrhundert restauriert und am 26. April 2009 eingeweiht.
Nach dem Erdbeben 2008 hat die Gemeinde Sala Baganza in Abstimmung mit den Eigentümern in den ersten Monaten des Jahres 2017 Restaurierungs- und Sicherungsarbeiten an der Ehrentreppe und der Cappella Palatina eingeleitet. Am 18. November 2017 wurden diese zwei Räume eingeweiht und sollen 12 Jahre lang öffentlich zugänglich bleiben.